# Euryognathus venezolanus
Euryognathus venezolanus är en skalbaggsart som först beskrevs av Wittmer 1956.  Euryognathus venezolanus ingår i släktet Euryognathus och familjen Phengodidae. Inga underarter finns listade i Catalogue of Life.